# Phép thuật đen

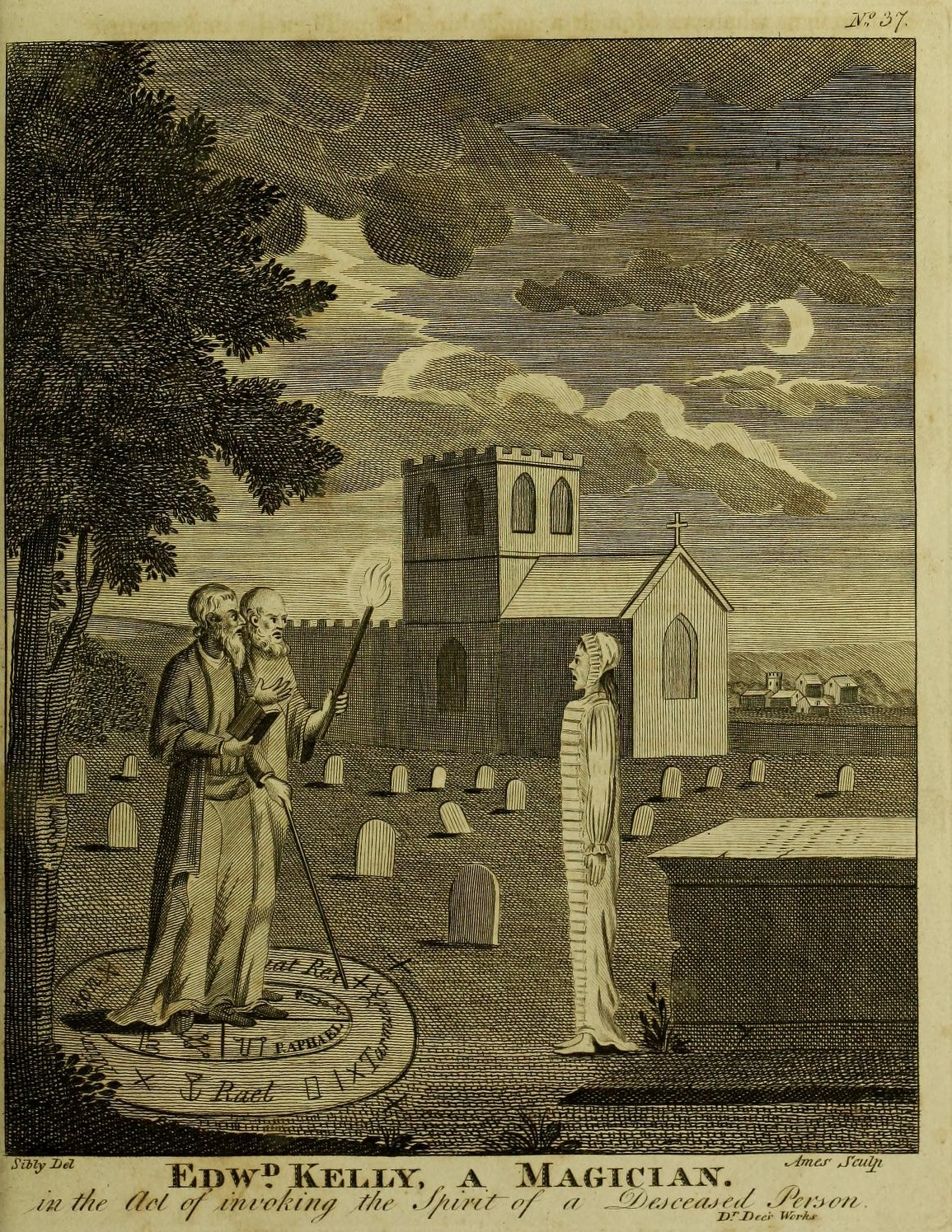
John Dee và Edward Kelley dùng vòng tròn ma thuật để gọi hồn trong nghĩa trang một nhà thờ

Phép thuật đen hay hắc thuật, tà thuật (Black magic) là việc sử dụng phép thuật hay các năng lượng siêu nhiên vì vụ lợi cá nhân hay để làm việc xấu. Phép thuật đen đối nghịch với phép thuật trắng. Phép thuật đen là dành cho các phù thủy đen (phù thuỷ hắc ám), phù thủy đen thờ phục những con quỷ.